# Ajándok
Az Ajándok magyar eredetű férfinév, jelentése: Isten örömet szerző ajándéka. Női párja: Ajándék.

## Gyakorisága
Az 1990-es években szórványosan fordult elő. A 2000-es és a 2010-es években nem szerepel a 100 leggyakrabban adott férfinév között.
A teljes népességre vonatkozóan a 2000-es és a 2010-es években az Ajándok nem szerepelt a 100 leggyakrabban viselt férfinév között.

## Névnapok
- február 17.[2]
- augusztus 7.[2]

## Híres Ajándokok
- Dr. Eőry Ajándok (1946–2020) biológus, matematikus, orvos, akupunktúrás orvos, a hagyományos kínai orvoslás hazai úttörője, a Magyar Máltai Szeretetszolgálat orvosa.